# Seyyed Ziaoddín Tabatabaí
Seyyed Ziaoddín Tabatabaí, abreviado Seyyed Ziá (Yazd, 1888-Teherán, 29 de agosto de 1969), fue un periodista y político iraní.
Pasó la mayor parte de su juventud en Shiraz, donde recibió una educación tradicional. Después se trasladó a Teherán, donde reunió a  su alrededor a un grupo de reformistas anglófilos. A principios de 1920, el primer ministro Mirzá Hasán Jan Vosuq od-Doulé lo envió a Bakú para entablar negociaciones con el partido antibolchevique Müsavat. A su regreso, participó en la conspiración de Reza Jan, que el 20 y 21 de febrero de 1921 marchó sobre Teherán con su regimiento de la guardia cosaca y derrocaron el gobierno de Vosuq od-Doulé. Seyyed Ziá fue nombrado primer ministro, con un ambicioso programa de reformas y reconstrucción tras la descomposición del poder de los Qayar a consecuencia de la guerra civil y la Primera Guerra Mundial. Los terratenientes opuestos al gobierno —entre ellos, Qavam os-Saltané— fueron detenidos, mientras Tabatabaí financiaba las reformas con fondos familiares. Su mandato duró tres meses. A inicios de mayo de 1921, la oposición de Ahmad Shah Qayar, de la corte, los notables, los funcionarios y los ulemas lo forzaron a exiliarse en Suiza y después en Palestina tras retirarle su apoyo Reza Jan.
En 1943 regresó a Irán, entonces ocupada militarmente por británicos y soviéticos. Fundó el probritánico Partido de la Voluntad Nacional y resultó elegido diputado en la Asamblea de Consulta Nacional. En 1947, publicó el diario constitucionalista Nedá-ye Eslâm («La Voz del Islam»).
A principios de los años 1950, se opuso a Mohammad Mosaddeq y al partido comunista prosoviético Tudé. Desde 1955 se retiró de la política. En 1969 murió de un infarto de miocardio y fue enterrado en Rey, al sudeste de Teherán.